# 최경식 (탁구인)
최경식(1966년 9월 24일~)은 대한민국의 장애인 탁구 선수 출신 탁구 지도자로, 선수시절 2004년 하계 패럴림픽에서 금메달을 획득했다.